# Збірна Сент-Кіттс і Невісу з футболу
Збі́рна Сент-Кі́ттс і Не́вісу з футбо́лу — національна футбольна команда, що представляє Сент-Кіттс і Невіс на міжнародних футбольних турнірах і в товариських матчах. Контролюється Футбольною асоціацією Сент-Кіттс і Невісу. Є членом ФІФА (з 1992 року) і КОНКАКАФ (з 1990 року).

## Чемпіонат світу
- 1930 – 1994 — країна не була членом ФІФА
- 1998 – 2022— не пройшла кваліфікаційний раунд

## Золотий кубок КОНКАКАФ
- 1991 – 2021 — не пройшла кваліфікаційний раунд
- 2023 — груповий етап
- 2025 — не пройшла кваліфікаційний раунд

## Кубок Карибських островів
- 1989 – 1992 — не пройшла кваліфікаційний раунд
- 1993 — четверте місце
- 1994 – 1995 — не пройшла кваліфікаційний раунд
- 1996 — груповий етап
- 1997 — друге місце
- 1998 — не пройшла кваліфікаційний раунд
- 1999 — груповий етап
- 2001 — груповий етап
- 2005 – 2017 — не пройшла кваліфікаційний раунд